# St. Marys River (Cam River)
Der St. Marys River ist ein Fluss im Nordwesten des australischen Bundesstaates Tasmanien.

## Geografie

### Flusslauf
Der rund zehn Kilometer lange St. Marys River entspringt an den Südosthängen des Gotopeak Hill, rund acht Kilometer nordöstlich der Hellyer Gorge. Von dort fließt er nach Norden und mündet etwa vier Kilometer nordöstlich der Siedlung Henrietta in den Cam River.

### Nebenflüsse mit Mündungshöhen
- St. Josephs River – 227 m[1]